# Петраш Георгій Осипович
Петра́ш Гео́ргій О́сипович (*16 листопада 1901 -†9 лютого 1985) — чернігівський краєзнавець, художник.

## Життєпис
Народився й виріс у Києві, у родині агронома, чеха за національністю. У вісім років батьки визначили його в Київську класичну гімназію, яку він закінчив у 1918 році.
Після чого він виїхав з міста до села, де працював конюхом, рахівником та статистиком. З дитинства Георгій Осипович дуже любив малювати. Поступово любов до малювання переросла в серйозне захоплення, і в 1925 році він вступає до Київського художнього інституту на факультет живопису.
В 1929 році його звинуватили у зв'язках з чеським урядом тільки на тій підставі, що він чех за національністю і що батько його був особисто знайомий з президентом Чехословаччини Е.Бенешем . Кілька місяців Георгій Осипович провів в застінках ОГПУ і без суду і слідства був відправлений на Соловки.
В 1939 році Георгій Осипович Петраш приїжджає до Чернігова. До війни він працює в артілі «Кисть», його картини цього періоду експонувалися на художніх виставках художників-початківців у Чернігові та Києві. А під час війни став працювати кустарьом.
Після визволення Чернігова радянськими військами Георгій Осипович працював у художній майстерні при відділі мистецтв облвиконкому, а з 1944 по 1946 роки — в Чернігівському історичному музеї. З музею він іде, але в 1948 році повертається і працює тут до самої пенсії в 1964 році.
Більшу частину життя Петраш присвятив історії Чернігіва: він досліджує сонячний годинник Спасо-Преображенського собору, його рукам належать чудові історичні картини Чернігова.
Вийшовши на пенсію, Георгій Осипович співпрацював з філіалом історико-культурного заповідника «Софія Київська» (зараз «Чернігів Стародавній»).
Помер у 1985 в Києві в будинку для людей похилого віку.

## Науковий вклад

### Рукописи
- «Про что говорят знаки созвездий зодиака при солнечных часах Спасского собора XI ст. в Чернигове» (1960)
- «Формирование древнерусского государства (предисловие к труду по истории Чернигова)» (1970)
- «Чернигов — город-крепость X—XVIII вв.» (1970—1974).